# Desflurano
El desflurano es un anestésico general altamente volátil a temperatura ambiente, el cual debe conservarse en botellas cerradas. Es utilizado con frecuencia en intervenciones quirúrgicas de pacientes externos debido a su rápido comienzo de acción y expedita recuperación. Es irritante las vías respiratorias en pacientes despiertos, pudiendo causar tos, salivación y broncoespasmos.

### Estereoquímica
Desflurano es un racemato, es decir, una mezcla 1: 1 de los siguientes dos enantiómeros:
| Enantiómero de Desflurano | Enantiómero de Desflurano |
| ------------------------- | ------------------------- |
| (R)-Enantiómero           | (S)-Enantiómero           |